# Baszkówka
Baszkówka es un meteorito de condrita L que cayó el 25 de agosto de 1994 en el pueblo de Baszkówka, a 23 km al sudoeste de Varsovia. La caída ocurrió alrededor de las 4:00 p. m. Varias personas escucharon un boom sonoro y una mujer presenció un movimiento en la superficie de tierra cultivada a 200 metros de ella. La única muestra del meteorito se recuperó inmediatamente.